# Amegilla modestoides
Amegilla modestoides är en biart som beskrevs av Brooks 1988. Amegilla modestoides ingår i släktet Amegilla och familjen långtungebin. Inga underarter finns listade i Catalogue of Life.